# Michaela Pavlátová
Michaela Pavlátová (Praga, 27 febbraio 1961) è un'animatrice e regista ceca.
I suoi film dai contenuti forti, ironici e umoristici gettano delle riflessioni sulla coppia, la famiglia e la difficoltà del vivere nella società odierna Assieme a Pavel Koutský, con il quale ha spesso collaborato, è considerata la rappresentante di una singolare tecnica definita "animazione totale".

## Biografia
Nata a Praga e laureata all'accademia di belle arti di Praga, Pavlátová è stata nominata agli Oscar al miglior cortometraggio d'animazione grazie al suo Reci, Reci, Reci del 1991. Il suo Repete del 1995, dove viene vista la routine monotona di tre coppie, le è valso un Orso d'oro per il miglior cortometraggio, il Premio Speciale della Giuria al Festival di Annecy e il Grand Prix all'Hiroshima International Animation Festival. O babičce del 2000 fonde diversi stili d'animazione a immagini d'archivio. Nel 2003 ha girato il suo primo lungometraggio Neverné hry, opera melodrammatica sull'amore, il sesso, la fedeltà e il nazionalismo. Grazie al suo Tram del 2012 si è nuovamente candidata agli Oscar e ha vinto il Cristal al Festival di Annecy. Grazie al suo lungometraggio del 2021 Moje slunce Mad Pavlátová è stata nominata ai Golden Globe per il miglior film d'animazione. Pavlátová ha lavorato come direttrice artistica di Wildbrain Inc e insegna animazione a Praga e San Francisco. Lavora anche in campo pubblicitario.

## Filmografia parziale
- Reci, Reci, Reci, 1991
- Repete, 1995
- Esta podría ser yo, 1996
- Praha ocima, 1999
- O babičce, 2000
- Neverné hry, 2003
- Karneval zvířat, 2006
- Děti noci, 2008
- Tram, 2012
- Mario and the Magician, 2014
- Moje slunce Mad, 2021